# ناوکی تسوباکی
ناوکی تسوباکی (ژاپنی: 椿 直起؛ زادهٔ ۲۳ ژوئن ۲۰۰۰) یک بازیکن فوتبال اهل ژاپن است.
از باشگاه‌هایی که در آن بازی کرده‌است می‌توان به باشگاه فوتبال یوکوهاما مارینوس، باشگاه فوتبال گراونز کیتاکیوشو و باشگاه فوتبال ملبورن سیتی اشاره کرد.